# حزقيال كارلوس دي مارتن
حزقيال كارلوس دي مارتن (بالإيطالية: Juan Carlos De Martin)‏ هو صحفي وعالم حاسوب إيطالي، ولد في 7 يونيو 1966 في قرطبة في الأرجنتين.

## وصلات خارجية
- الموقع الرسمي